# Taki Taki
«Taki Taki» es una canción del productor y disc-jockey francés DJ Snake en colaboración con la cantante estadounidense Selena Gomez, el cantante puertorriqueño Ozuna y la rapera estadounidense Cardi B. Fue lanzada el 28 de septiembre de 2018 a través de Geffen Records y Interscope Records como el cuarto sencillo del segundo álbum de estudio de DJ Snake convirtiéndose el sencillo más exitoso para los cantantes, alcanzó el número 1 en más de 9 países mayormente latinos donde destaca Argentina, Ecuador, etc.

## Antecedentes
En julio de 2018, la rapera Cardi B confirmó que estaba trabajando con DJ Snake para su próximo álbum así como con Ozuna. Sin embargo, no reveló el tercer colaborador incluido en la canción. A finales de agosto de ese mismo año, Gomez y Cardi B publicaron un adelanto en sus respectivas cuentas de Instagram donde mostraban cuatro sillas de director con los nombres de los colaboradores. El mismo día, Gómez publicó varias fotos junto a los cantantes mientras que Ozuna desvelaba que el nombre de la canción era «Taki Taki». También se anunció que Gómez cantaría tanto en inglés como en español. El 17 de septiembre, dos de sus participantes anunciaron que la canción sería lanzada el 28 de septiembre. Dos días antes de su lanzamiento, «Taki Taki» logró un nuevo récord al convertirse en la canción más reservada en la historia de Spotify. En su primera semana de lanzamiento logró un total de 40 millones de streams, consiguiendo también posicionarse como la canción más escuchada mundialmente de la plataforma durante 32 días. Más tarde, una parte de la letra que decía "Booty explota como Nagasaki" fue cambiada por "Saki saki" en el vídeo oficial de la canción, al hacer apología al atentado de la bomba atómica lanzada sobre Nagasaki, Japón, en 1945.

## Videoclips

### Video vertical
A finales de septiembre de 2018, fue revelado que el vídeo musical de Taki Taki sería lanzado en plataformas digitales el mismo día que la canción que lo acompañaría. Sin embargo, el 28 de septiembre, fue solamente lanzado un video en formato vertical exclusivo para Spotify. Este cuenta con un breve mensaje de Gomez quien introdujo la canción. Tras dicho momento, el vídeo comienza. Este está renderizado en proyección isométrica recordando a otros portales como la red social Habbo. La letra de la canción apareció en la parte superior del video mientras el personaje de cada uno de los colaboradores bailaba con imágenes en proyección isométrica de estilo tropical como volcanes, selvas entre otros.

### Video musical
La filmación del video musical se llevó a cabo en la ciudad de Los Ángeles en agosto de 2018. Fue publicado el 5 de octubre y dirigido por Collin Tilley. El video tuvo un rápido suceso, convirtiéndose en noveno más rápido en llegar a las 100 millones de visitas, así como el quinto más rápido en llegar a las 200 millones, el cuarto más rápido en llegar a las 300 millones, e igualmente el cuarto en llegar a los 500 millones YouTube. En tan sólo tres meses logró tener mil millones de vistas y 9.4 millones de likes. 

## Posicionamiento en listas
| País            | Lista Certificadora        | Mejor posición |
| --------------- | -------------------------- | -------------- |
| Portugal        | IFPI                       | 12             |
| España          | PROMUSICAE                 | 4              |
| España          | Los40 España               | 4              |
| Francia         | IFPI                       | 18             |
| Andorra         | PROMUSICAAND               | 1              |
| Bélgica         | Ultratop 40                | 1              |
| Alemania        | Germany Songs              | 9              |
| Suiza           | GfK Entertainment Charts   | 5              |
| República Checa | Rádiós Top 100             | 11             |
| Reino Unido     | UK Singles Chart           | 15             |
| Italia          | FIMI                       | 2              |
| Japón           | Billboard Japan Hot 100    | - -            |
| Australia       | ARIA Singles Chart         | 2              |
| Nueva Zelanda   | NRZ Singles Chart          | 1              |
| Canadá          | Billboard Canadian Hot 100 | 7              |
| Estados Unidos  | Billboard Hot 100          | 11             |
| Estados Unidos  | Billboard Hot Latin Songs  | 1              |
| México          | Monitor Latino MÉ          | 6              |
| Colombia        | Monitor Latino COL         | 1              |
| Colombia        | National Report COL        | 1              |
| Perú            | Monitor Latino PE          | 1              |
| Chile           | Monitor Latino CH          | 9              |
| Uruguay         | Top 100! Uruguay           | 1              |
| Argentina       | Billboard Hot 100 AR       | 1              |